# Tamim ibn Buluggin
Tamim ben Buluggin ben Badis (? - después de 1090) era nieto de Badis ben Habús, a quien sucedió como último emir zirí de la taifa de Málaga donde reinó entré 1073 y 1090.

## Biografía
En 1073, tras la muerte de su abuelo, Badis ben Habús, el territorio que controlaba se dividió en dos: Granada y la verdadera sucesión se le dio a su hermano menor Abd Allah ibn Buluggin y Málaga se le dio a él. Su padre Bologhin murió en 1065.
Tras la muerte de su padre en 1065, su abuelo Badis nombró sucesor a Abd Allah, prefiriéndolo a su hijo Maksan y a su nieto mayor Tamim. Al acceder al trono, fue Abd Allah quien asignó Málaga a su hermano.
En 1090, el almorávide Yúsuf ibn Tašufín tomó Granada y Málaga. Tamim y Abd Allah son enviados como prisioneros a Marruecos. Abd Allah estuvo cautivo en Aghmat (cerca de Marrakech) y Tamim fue enviado al sur de Souss, donde permanecieron hasta su muerte.